# Bitwa pod Tewkesbury
Bitwa pod Tewkesbury – jedna z decydujących bitew Wojny Dwóch Róż pomiędzy Lancasterami a Yorkami. Miała miejsce 4 maja 1471 roku.

## Tło
Edward IV York uzyskał władzę w Anglii w wyniku krwawej bitwy pod Towton w 1461 roku. Edward wdał się w konflikt z 16. hrabią Warwick Richardem Neville'em, który w 1470 roku sprzymierzył się z Małgorzatą Andegaweńską i jej synem Edwardem oraz zajął Londyn. Królem ponownie został mąż Małgorzaty, Henryk VI, a Edward musiał uciekać z kraju, jednak wkrótce powrócił dzięki wsparciu swego szwagra, księcia Burgundii Karola Śmiałego. 14 kwietnia 1471 roku pokonał Warwicka w bitwie pod Barnet, gdzie tamten zginął. W tym samym dniu w Anglii wylądowała Małgorzata i Edward Westminster, o czym król dowiedział się 16 kwietnia 1471 r. Edward IV wraz z braćmi, książętami Clarence i Gloucester a także z pasierbem Thomasem Greyem i lordem Hastingsem ruszył przeciw nim.

## Przed bitwą
Lancasterowie starali się przedostać do Walii, gdzie czekały ich posiłki Jaspera Tudora, jednak Edward dogonił ich pod Tewkesbury. Obie armie były zbliżone i liczyły po około 6 tysięcy ludzi. Do bitwy doszło 4 maja na terenie trudnym – pełnym żywopłotów i miejsc podmokłych. Lancasterowie zajęli pozycje obronne przed opactwem w Tewkesbury mając za plecami rzekę Avon. Lewą flanką opartą o rzekę Swilgate dowodził John Courtenay, 15. Hrabia Devon, prawą zaś dowodził Edmund Beaufort, 3. Książę Somerset. Centrum dowodził lord John Wenlock i książę Walii Edward Westminster. Małgorzata Andegaweńska nie była obecna na polu bitwy. Przednią strażą Yorków dowodził młody książę Gloucester Ryszard. Edward IV wraz z Jerzym, księciem Clarence dowodził główną częścią armii, podczas gdy tyłem dowodził baron William Hastings. Wysyłał też oddział dwustu konnych do zajęcia lasu na swej lewej flance.

## Bitwa
Yorkowie rozpoczęli bitwę ostrzałem artylerii i łuczników. Somerstet zaatakował lewą flankę Edwarda IV, jednak jego siły zostały rozbite przez 200 konnych atakujących z lasu w momencie, gdy Ryszard dołączył do starcia. Siły Somerset rozpoczęły ucieczkę w kierunku rzeki Severn i zostały w dużej części wymordowane w miejscu znanym jako „Krwawa Łąka”. Somerset ruszył do centrum i oskarżył Wenlocka o zdradę, i nie czekając na odpowiedź rozpłatał mu głowę mieczem. Widząc mordujących się dowódców żołnierze Lancasterów zaczęli uciekać przez rzekę Avon, w której wielu utonęło. Ludzie księcia Clarence dogonili i zabili uciekającego księcia Edwarda Westminstera, który błagał swego szwagra o darowanie życia.

## Skutki
Lancasterowie stracili 2 tysiące ludzi, w tym hrabiego Devon. Somerset dostał się dwa dni później do niewoli i został ścięty, kończąc tym samym linię Beaufortów. Pojmana została również Małgorzata, którą uwięziono w Tower. Wielu zabitych pochowano w Opactwie Tewkesbury. Po bitwie krewniacy Lancasterów, Tudorowie, uciekli z Walii do Francji. Edward IV zdecydował się też na zabicie Henryka VI, co zostało dokonane 21 maja. Śmierć obalonego króla nastąpiła na rozkaz Edwarda IV; jest też możliwe, że król osobiście zamordował swego poprzednika lub uczynili to jego bracia lub przyjaciele.

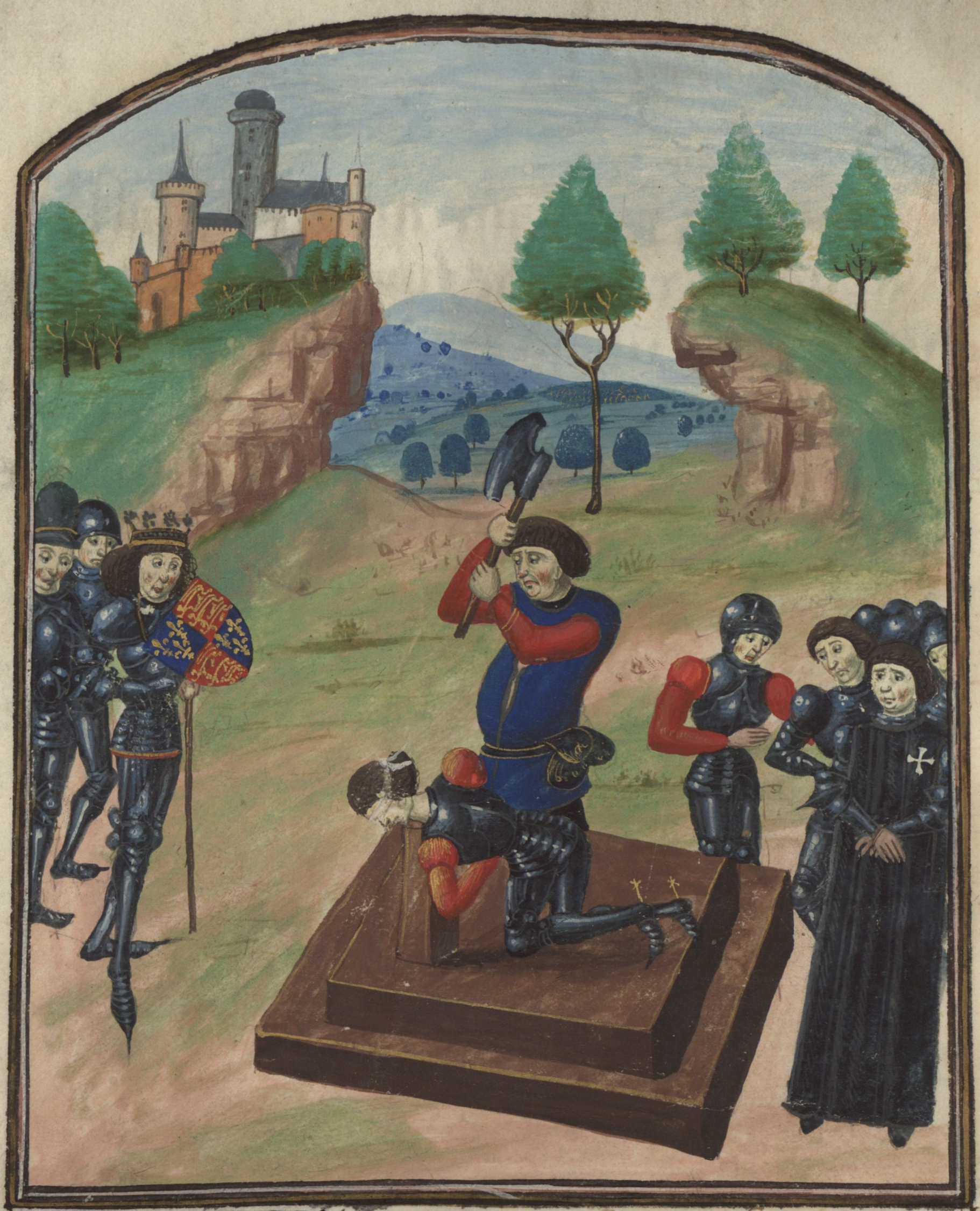
Śmierć księcia Somerset po bitwie

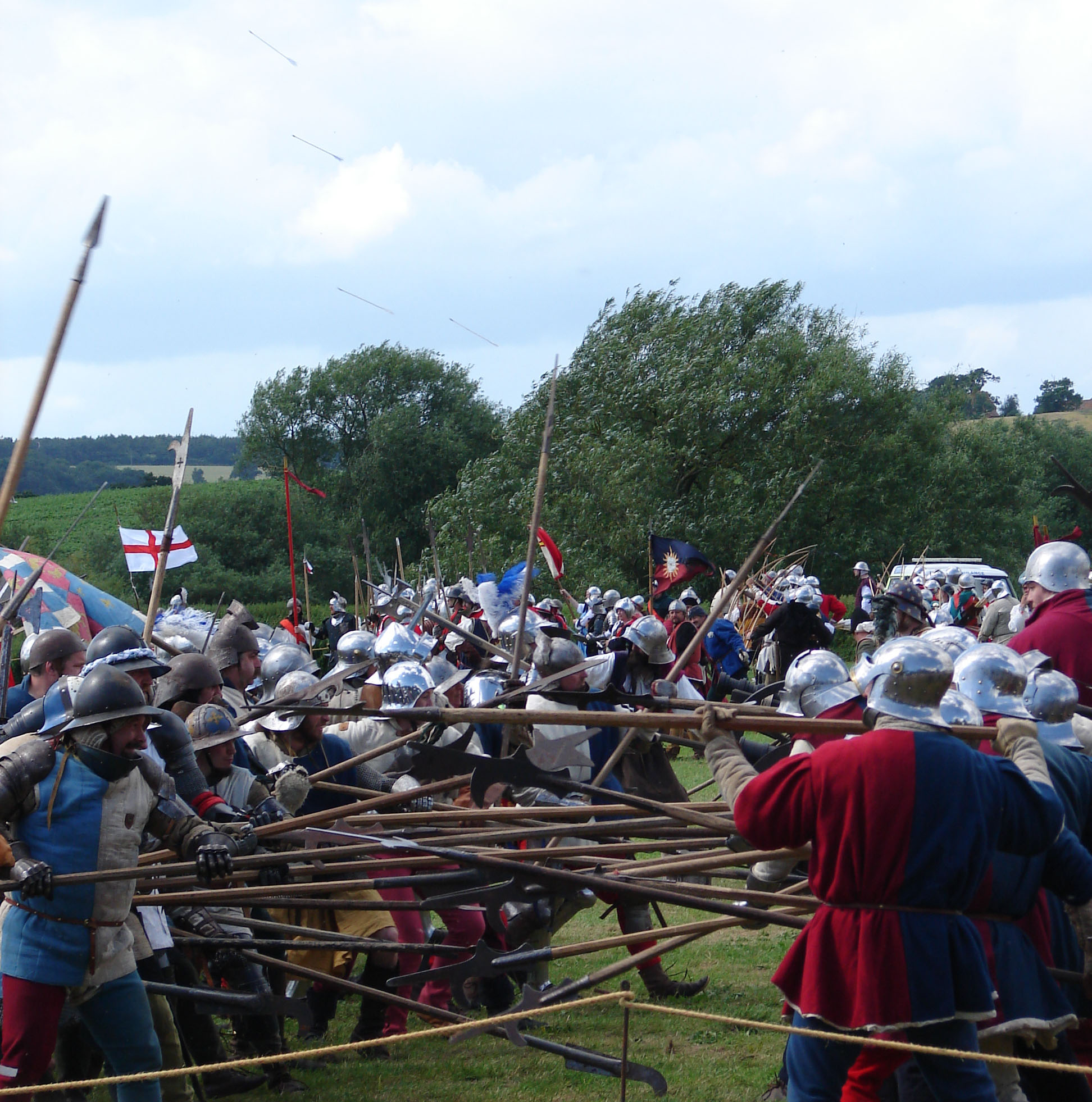
Tewkesbury Medieval Festival

Po bitwie zapanował pokój, który utrzymał się do śmierci Edwarda IV w 1483 roku. 
W miejscu bitwy organizowany jest Tewkesbury Medieval Festival, jedno z większych tego typu wydarzeń w Europie.